# Prik og Plet med tryk på
|  | Denne artikel er oprettet af botten PalnaBot ud fra en ekstern database. Den kan derfor have sproglige fejl eller mangler. Denne skabelon kan fjernes efter kontrol af indholdet. |

Prik og Plet med tryk på er en animationsfilm instrueret af Lotta Geffenblad, Uzi Geffenblad efter manuskript af Lotta Geffenblad, Uzi Geffenblad.

## Handling
Prik og Plet skal lave mad. Der skal skrælles masser af kartofler. Men intet ligner sig selv. Prik er ikke prikket. Plet er ikke plettet. Mens de laver kartoffeltryk på en avis, finder de en måde at ordne det hele igen.